# Université Magna Græcia de Catanzaro
Pour les articles homonymes, voir Catanzaro (homonymie).
L'université Magna Græcia de Catanzaro est une université italienne, basée à Catanzaro, en Calabre.
L'université a été fondée en tant que branche de l'université de Reggio de Calabre, avant de devenir indépendante en 1998.
Son nom vient de la Grande Grèce où se situe la ville.

## Étudiants connus
- Giusva Branca, (1968), journaliste